# Abdelmázsid Búrebú
Abdelmázsid Búrebú (Arrisz, 1951. március 16. – ) algériai válogatott labdarúgó.

## Pályafutása

### Klubcsapatban
Teljes pályafutását Franciaországban töltötte. 1970 és 1972 között az US Quevilly-Rouen csapatában játszott. 1972 és 1978 között az FC Rouen, 1978 és 1983 között a Stade Lavallois játékosa volt, melynek tagjaként 1982-ben megnyerte a francia ligakupát. 

### A válogatottban
1982-ben 3 alkalommal szerepelt az algériai válogatottban. Részt vett az 1982-es afrikai nemzetek kupáján és az 1982-es világbajnokságon.

## Sikerei, díjai
Stade Lavallois
- Francia ligakupagyőztes (1): 1981–82